# 李榮保

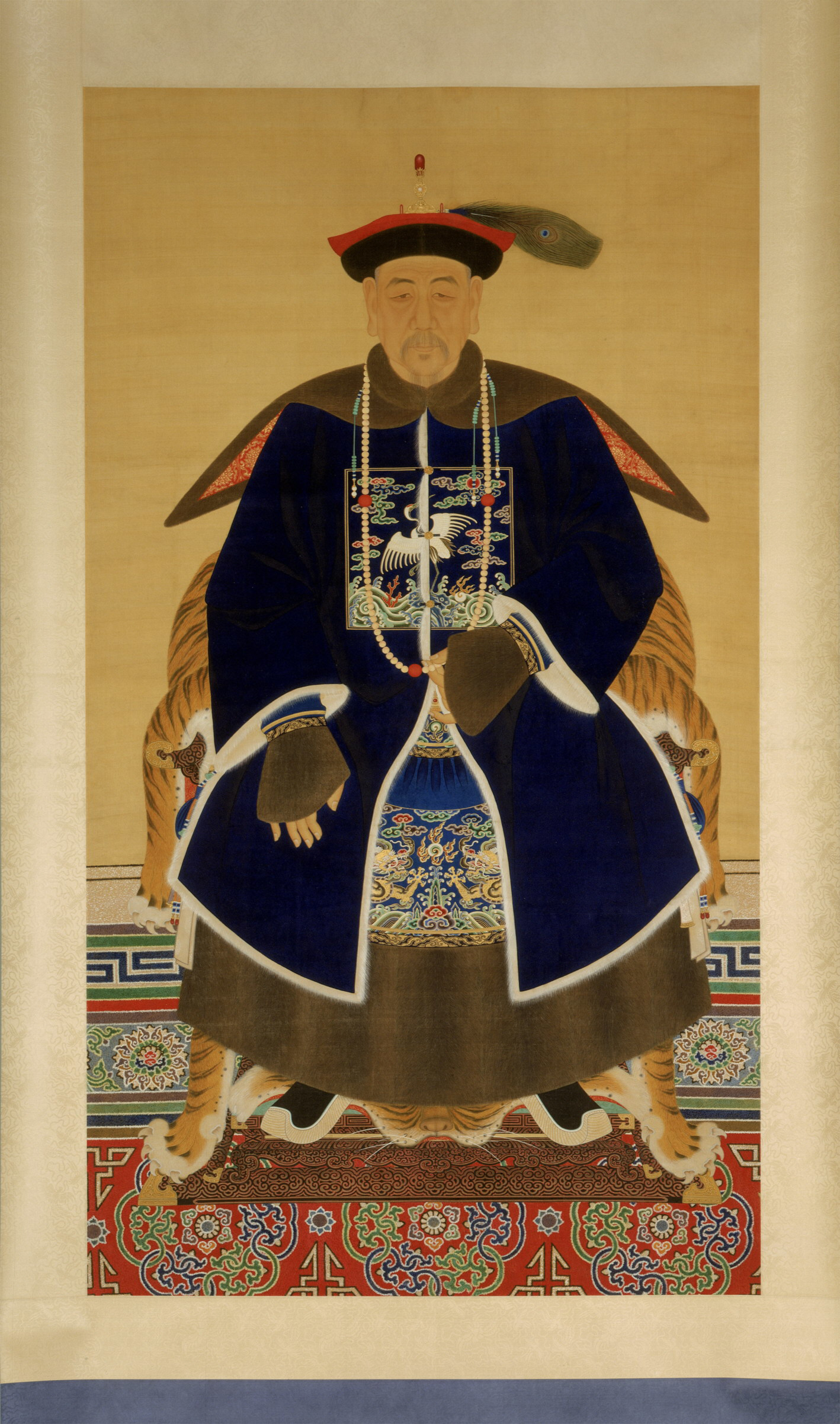
李荣保

李榮保（1674年—1723年），富察氏，滿洲鑲黃旗人。清初重臣米思翰之子。襲世職，兼管牛彔，累遷至察哈爾總管，卒。乾隆二年，冊李榮保女為皇后，追封一等公。十三年，冊諡孝賢皇后，推恩先世，進封皇后祖父米思翰一等公。十四年，以李榮保子大學士傅恆經略金川功，敕建宗祠，祀哈什屯、米思翰、李榮保，並追諡李榮保曰莊愨。

## 家族
- 祖父哈什屯
- 祖母（嫡祖母）覺羅氏[2]
- 父米思翰
- 母（嫡母）穆溪覺羅氏、博爾濟吉特氏[2][3]
- 姑富察氏，夫班布爾善(?-1669)
- 兄馬斯喀、馬齊、馬武
- 李榮保，妻覺羅氏（一品夫人[2][3]）
  - 長子廣成(?-1764)
    - 孫明祿
    - 孫明興
    - 孫襄勇侯明亮(1736-1822)，妻履親王允祹第四女
    - 孫明英

  - 次子一等襄烈伯傅清(?-1750)，妻貝子弘暻之女
    - 孫明仁
    - 孫明義[4]

  - 三子傅寧
  - 四子傅文
    - 孫一等男奎林(?-1792)
    - 孫誠嘉毅勇公明瑞(1730-1768)
    - 孫女豫良親王修齡福晉
    - 孫女順承郡王泰斐英阿福晉
    - 孫女奉恩輔國公奇崑嫡妻[5]

  - 五子傅寬
  - 六子傅新
  - 七子承恩公傅玉
    - 孫明俊
    - 孫女宗室輔國公景熠（尚虞備用處管理大臣）妻
    - 孫女宗室恆岳妻

  - 八子參將傅謙
    - 孫女貝勒永瑢夫人

  - 九子傅恒 (1720-1770)，妻那拉氏，妾李氏
    - 孫雲騎尉福靈安(?-1767)，妻愉郡王弘慶嫡長女
    - 孫一等忠勇公福隆安(1746-1784)，妻和碩和嘉公主
    - 孫女成親王永瑆嫡福晉(1752-1812)
    - 孫嘉勇忠锐公追贈嘉勇郡王福康安(1754-1796)
    - 孫女睿親王淳穎嫡福晉
    - 孫福長安(1760-1817)

  - 女孝賢純皇后(1712-1748)
    - 外孫女固倫和敬公主
    - 外孫端惠皇太子永璉
    - 外孫哲親王永琮

  - 女富察氏，夫宗室薩喇善[6]
    - 外孫亨賓
    - 外孫恒瑞
    - 外孫伊爾杭阿
    - 外孫恆岳

## 延伸阅读
[在维基数据编辑]
 《清史稿/卷268》，出自趙爾巽《清史稿》